# Q-аналог
Q-аналог теореми, тотожності або виразу — це узагальнення, що залучає новий параметр q, який повертає початкову теорему, тотожність або вираз у границі при q → 1. Зазвичай математики цікавляться q-аналогами, які з'являються природним чином, а не вигадують довільні q-аналоги для відомих результатів. Найранішим q-аналогом є базисні гіпергеометричні ряди, які вивчалися в XIX столітті.
Q-аналоги найчастіше використовують у комбінаториці і в теорії спеціальних функцій. У цих умовах границя q → 1 часто формальна, оскільки q часто дискретне (наприклад, воно може представляти степінь простого числа). Q-аналоги знаходять застосування в багатьох галузях, зокрема під час вивчення фракталів і мультифрактальних мір і для вираження ентропії хаотичних динамічних систем. Зв'язок із фракталами і динамічними системами виникає з факту, що багато фрактальних об'єктів мають симетрії фуксових груп загалом (див., наприклад, статті «Indra's pearls» і «Сітка Аполлонія») і модулярної групи зокрема. Зв'язок проходить через гіперболічну геометрію і ергодичну теорію, де еліптичні інтеграли і модулярні форми відіграють головну роль. Самі q-ряди тісно пов'язані з еліптичними інтегралами.
Q-аналоги з'являються під час вивчення квантових груп і в q-збурених супералгебрах. Зв'язок тут подібний до того, як теорія струн будується на мові ріманових поверхонь, що приводить до зв'язку з еліптичними кривими, які, в свою чергу, пов'язані з q-рядами.

## «Класична»q-теорія
Класична q-теорія починається з q-аналогів для невід'ємних цілих чисел. Рівність
{\displaystyle \lim _{q\rightarrow 1}{\frac {1-q^{n}}{1-q}}=n}
передбачає, що ми визначаємо q-аналог числа n, відомий як q-дужка або q-число числа n, рівним
{\displaystyle [n]_{q}={\frac {1-q^{n}}{1-q}}=1+q+q^{2}+\ldots +q^{n-1}.}
Вибір серед інших можливостей конкретно цього q-аналог не має певної причини, однак аналог виникає природним чином у декількох контекстах. Наприклад, якщо вирішуємо використовувати позначення [n]q для q-аналога числа n, можна визначити q-аналог факторіала, відомий як q-факторіал, у такий спосіб
{\displaystyle {\begin{aligned}{\big [}n]_{q}!&=[1]_{q}\cdot [2]_{q}\cdots [n-1]_{q}\cdot [n]_{q}\\[6pt]&={\frac {1-q}{1-q}}\cdot {\frac {1-q^{2}}{1-q}}\cdots {\frac {1-q^{n-1}}{1-q}}\cdot {\frac {1-q^{n}}{1-q}}\\[6pt]&=1\cdot (1+q)\cdots (1+q+\cdots +q^{n-2})\cdot (1+q+\cdots +q^{n-1}).\end{aligned}}}
Цей q-аналог з'являється природним чином у декількох контекстах. Що примітно, тоді як n! підраховує число перестановок довжини n, [n]q! підраховує перестановки з урахуванням числа інверсій. Тобто, якщо inv (w) означає число інверсій перестановки w, а Sn — множина перестановок довжини n, маємо
{\displaystyle \sum _{w\in S_{n}}q^{{\text{inv}}(w)}=[n]_{q}!}
Зокрема, можна отримати звичний факторіал переходом до границі {\displaystyle q\rightarrow 1}.
Q-факторіал має також коротке визначення в термінах q-символу Похгаммера, базового будівельного блоку всіх q-теорій:
{\displaystyle [n]_{q}!={\frac {(q;q)_{n}}{(1-q)^{n}}}.}
Від q-факторіалов можна перейти до q-біноміальних коефіцієнтів, відомих також як гаусові коефіцієнти, гаусові многочлени або гаусові біноміальні коефіцієнти:
{\displaystyle {\binom {n}{k}}_{q}={\frac {[n]_{q}!}{[n-k]_{q}![k]_{q}!}}.}
Q-степінь визначають як
{\displaystyle e_{q}^{x}=\sum _{n=0}^{\infty }{\frac {x^{n}}{[n]_{q}!}}.}
Тригонометричні q-функції, разом з q-перетворенням Фур'є визначають у цьому ж контексті.

### Q-аналоги в комбінаториці
Гаусові коефіцієнти підраховують підпростори скінченного векторного простору. Нехай q — число елементів скінченного поля. (Число q тоді дорівнює степеню простого числа, q = pe так що використання літери q доцільне.) Тоді число k-вимірних підпросторів n-вимірного векторного простору над полем з q елементами дорівнює
{\displaystyle {\binom {n}{k}}_{q}.}
При прямуванні q до 1 отримуємо біноміальний коефіцієнт
{\displaystyle {\binom {n}{k}},}
або, іншими словами, число k-елементних підмножин множини з n елементів.
Таким чином, можна розглядати скінченний векторний простір як q-узагальнення множини, а підпростори — як q-узагальнення підмножин цієї множини. Це плідна точка зору для пошуку цікавих теорем. Наприклад, є q-аналог теореми Шпернера і теорії Рамсея.

## q→ 1
На противагу дозволу змінювати q і розгляду q-аналогів як відхилень можна розглядати комбінаторний випадок q = 1 як границю q-аналогів q → 1 (часто неможливо просто підставити q = 1 у формулу, тому доводиться брати границю).
Це можна формалізувати в поле з одним елементом, де комбінаторика подається як лінійна алгебра над полем з одним елементом. Наприклад, групи Вейля є просто алгебричними групами над полем з одним елементом.

## Застосування у фізиці
Q-аналоги часто виявляються в точних розв'язках задач багатьох тіл. У таких випадках границя при q → 1 відповідає відносно простій динаміці, тобто без нелінійних збурень, тоді як q < 1 дає можливість розглянути складний нелінійний режим зі зворотним зв'язком.
Прикладом з атомної фізики є модель створення молекулярного конденсату з ультрахолодного ферміонного газу в умовах вимітання зовнішнього магнітного поля за допомогою резонансу Фешбаха. Цей процес описується моделлю з q-збуреною версією алгебри операторів SU(2) і розв'язок описується q-збуреними показниковими і біноміальними розподілами.